# Spilopsyllus cuniculi
Puce du lapin
Espèce
Synonymes
- Pulex cuniculi Dale, 1878 - protonyme[2]
- Pulex goniocephalus Taschenberg, 1880[2]

Spilopsyllus cuniculi, communément appelé Puce du lapin, est une espèce de puces de la famille des Pulicidae. Elle parasite les lapins, mais peut aussi être retrouvée chez le renard, l'un de ses prédateurs.

## Description
Spilopsyllus cuniculi mesure jusqu'à deux millimètres de long.

## Publication originale
Charles William Dale, The history of Glanville's Wootton, in the County of dorset, including its zoology and botany (publication), Inconnu, Londres, 1878.